# Henri Chammartin
Henri Chammartin (Chavannes-sous-Orsonnens, 30 de julio de 1918-Berna, 30 de mayo de 2011) fue un jinete suizo que compitió en la modalidad de doma.
Participó en cinco Juegos Olímpicos de Verano entre los años 1952 y 1968, obteniendo un total de cinco medallas: plata en Helsinki 1952, bronce en Estocolmo 1956, oro y plata en Tokio 1964 y bronce en México 1968. Ganó una medalla en el Campeonato Mundial de Doma de 1966 y cinco medallas en el Campeonato Europeo de Doma entre los años 1963 y 1967.

## Palmarés internacional
| Juegos Olímpicos   | Juegos Olímpicos          | Juegos Olímpicos  | Juegos Olímpicos |
| Año                | Lugar                     | Medalla           | Categoría        |
| ------------------ | ------------------------- | ----------------- | ---------------- |
| 1952               | Helsinki (Finlandia)      | Medalla de plata  | Por equipos      |
| 1956               | Estocolmo (Suecia)        | Medalla de bronce | Por equipos      |
| 1964               | Tokio (Japón)             | Medalla de oro    | Individual       |
| 1964               | Tokio (Japón)             | Medalla de plata  | Por equipos      |
| 1968               | Ciudad de México (México) | Medalla de bronce | Por equipos      |
| Campeonato Mundial |                           |                   |                  |
| Año                | Lugar                     | Medalla           | Categoría        |
| 1966               | Berna (Suiza)             | Medalla de plata  | Por equipos      |
| Campeonato Europeo |                           |                   |                  |
| Año                | Lugar                     | Medalla           | Categoría        |
| 1963               | Copenhague (Dinamarca)    | Medalla de oro    | Individual       |
| 1963               | Copenhague (Dinamarca)    | Medalla de bronce | Individual       |
| 1965               | Copenhague (Dinamarca)    | Medalla de oro    | Individual       |
| 1965               | Copenhague (Dinamarca)    | Medalla de plata  | Por equipos      |
| 1967               | Aquisgrán (RFA)           | Medalla de bronce | Por equipos      |